# Notolomatia consors
Notolomatia consors är en tvåvingeart som först beskrevs av Hesse 1956.  Notolomatia consors ingår i släktet Notolomatia och familjen svävflugor. Inga underarter finns listade i Catalogue of Life.